# تایتان مشینری
تایتان مشینری (انگلیسی: Titan Machinery) شرکت صنایع سنگین آمریکایی است، که در سال ۱۹۸۰ تأسیس شد.